# موت في الحانة (رواية)
موت في الحانة هي رواية جريمة التي كتبتها نايو مارش، وهي التاسعة التي تعرض في سلسلة المحققين المفتشين الرئيسيين رودريك ألين من سكوتلاند يارد. تم نشرها عام 1940 من قبل كولينز (المملكة المتحدة) وليتل براون (الولايات المتحدة الأمريكية)، وتم إقتباسها في التلفزيون في عام 1993 كجزء من سلسلة ألغاز المفتش ألين. أخرج الحلقة مايكل وينتربوتوم وبطولة باتريك مالاهايد في دور رودريك ألين. عنوان الرواية هو تورية على المصطلح القانوني جمعية مهنية، والحانة حيث تتعلق المؤامرة بقتل قائد KC (مستشار الملك، أو المحامي في القانون) أثناء لعبة رمي السهام في حانة في قرية صغيرة في جنوب ديفون. تم تأريخ الرواية (بشكل غير عادي) في صفحتها الأخيرة «3 مايو 1939، نيوزيلندا» ؛ لذلك على الرغم من نشرها بعد بداية الحرب العالمية الثانية، إلا أن القصة تم تحديدها بوضوح قبل الحرب، في ربيع عام 1939.

## القصة
لوك واتشمان، محامٍ بارز في لندن ومستشار الملك، يقضي العطلات في قرية أوتركومب الخيالية بجنوب ديفون، ويقيم لمدة عام ثانٍ في حانة القرية، بلوم اوف ذا فيثرز، مع ابن عمه سيباستيان باريش، ممثل ويست إند، وصديقهم الحميم نورمان كوبيت، رسام. أوتركومب هي قرية صيد صغيرة قائمة بذاتها وخلابة، لا يمكن الوصول إليها إلا عن طريق طريق ضيق ونفق مشاة. يدير حانة أبيل بوميروي وابنه ويل، وهو شيوعي متحمس، ومنخرط بشكل كبير في حركة كومب اليسارية التي تم تشكيلها مؤخرًا. أيضا يقيم في فيثرز شخص اسمه هون. فيوليت داراج، أرستقراطية أيرلندية صلبة ومتشددة في منتصف العمر ورسامة مائية هاوية. تم الانتهاء من طاقم المشتبه بهم من قبل ديسيما مور، وهي ابنة مزارع محلي تخرجت مؤخرًا من جامعة أكسفورد، ومتفاهمة مع ويل بوميروي، بناءً على وجهات نظرهم اليسارية المشتركة، والتي يتوق واتشمان معها لإحياء رحلة قصيرة من العام السابق.
في المساء الذي أعقب وصول واتشمان، ضرب بوب ليج إصبع المحامي بالسهم أثناء أداء خدعة، ومات واتشمان فجأة بسبب تسمم السيانيد، وهو سم للفئران استخدم في وقت سابق في مرآب الحانة. كيفية دخول السيانيد إلى جسد واتشمان غير معروف لأنه، على الرغم من وجود آثار للسم على السهم، لا يبدو كما لو كان أي شخص يمكن العبث به إلا بعد وقوع الحقيقة. فيتحول انتباه الشرطة إلى بعض البراندي الذي يشربه واتشمان الذي تم إعطاؤه له من قبل ديسيما لتهدئة أعصابه بعد أن أصابه السهم.
يسافر ألين، مع المفتش فوكس، إلى أوتركومب بناءً على طلب أيبل بوميروي للتحقيق في جريمة القتل. سمعة فيثرز معرضة للخطر لأن التحقيق لم يكن حاسماً ويعتقد بعض الرعاة أن واتشمان قد تسمم بسبب إهمال بوميروي. يكتشف ألين بسرعة الدوافع المعتادة، ويبدو أن القضية تدور حول محاكمة احتيال قديمة، حيث دافع واتشمان بنجاح عن اللورد بريوني من خلال الإشارة إلى أنه كان بيدقًا ساذجًا لـ مونتاغ ثرينغل، الذي أدين وحُكم عليه بالسجن الشديد. قبل أن يتمكن ألين من كشف القناع عن قاتل واتشمان، في مواجهة عوائق كبيرة أو عداء صريح من المشتبه بهم، فإنه يحاول فقط إنقاذ مساعده المفتش فوكس من الموت عن طريق شرب شيري مزين بالسيانيد من زجاجة وضعت جانباً لرجلي الشرطة.
مع تعافي فوكس سريعًا، يكشف آلين قناع القاتل: بوب ليج هو مونتاغ ثرينغل الذي يلوم واتشمان على إقامته الطويلة في السجن. يفشل واتشمان في التعرف على ليج، الذي تغير مظهره بشكل كبير، لكن ليج تعرف عليه في حين أن أي شخص كان يمكن أن يسمم البراندي أو السهم بعد رميه، إلا أن ليج فقط كان سيعرف أن السهم قد يخترق إصبع واتشمان عندما يخطئ التسديد عمداً. لم يسمم ليج السهم ولا البراندي ولكن اليود المستخدم لتنظيف جرح واتشمان هو المسمم.

## الشخصيات
- كبير المفتشين رودريك الين
- المفتش فوكس
- لوك واتشمان - محام شاب ناجح
- سيباستيان باريش - ابن عم لوك الممثل
- نورمان كوبيت - صديق الرسام لوكا
- أبيل بوميروي - صاحب بلوم أوف ذا فيثرز
- ويل بوميروي - ابن أبيل
- ديسيما مور - ابنة المزارع المحلي ؛ مخطوبة إلى ويل بوميروي
- فيوليت داراج - أرستقراطية إيرلندية فقيرة
- بوب ليج - أمين الصندوق وسكرتير حركة كومب اليسارية
- جورج نارك - سكير محلي
- السيدة آيفز - مدبرة المنزل في حانة فيثرز